# Danger Force
Henry Danger
Danger Force est une série télévisée américaine en 65 épisodes de 22 minutes créée par Christopher J. Nowak et diffusée entre le 28 mars 2020 et le 21 février 2024 sur Nickelodeon.
Elle est la série dérivée d’Henry Danger centrée sur les deux personnages principaux Captain Man (Cooper Barnes) et Schwoz (Michael D. Cohen).
En France, elle est diffusée entre le 3 octobre 2020 et le 25 février 2024 sur Nickelodeon France.

## Synopsis
Après la démission d'Henry Hart, Captain Man et Schwoz Schwartz dit Schwoz, ont ouvert la Swellview Academy for the Gifted, une fausse école où quatre étudiants et apprentis super-héros pourront combattre le crime aux côtés de Captain Man.
La série se base sur les quatre nouveaux super-héros nommés Chapa, Bose, Mika et Miles, déjà apparus dans des épisodes d’Henry Danger, principalement lors des derniers épisodes de la série. Les quatre vont devoir cohabiter avec Ray et Schowz au perchoir.

## Distribution

### Personnages principaux
- Cooper Barnes (VFB : Nicolas Matthys) : Raymond « Ray » Manchester / Captain Man[1]
- Michael D. Cohen (VFB : Peppino Capotondi) : Schwoz Schwartz[1]
- Havan Flores (VFB : Marie Braam) : Chapa[2]
- Terrence Little Gardenhigh (VFB : Circé Lethem puis Cécile Florin) : Miles[2]
- Dana Heath (VFB : Laëtitia Liénart) : Mika[2]
- Luca Luhan (VFB : Django Schrevens) : Bose[2]

### Personnages secondaires
- T.J. Williams : Nate[2]
- Haley Tju : Gwen[2]
- Carrie Barrett : Mary Gaperman
- Leslie Korein : Fran
- Dominic Pace : TBA
- Chase Hudson : Creston
- Zach Zagoria : Girl Lizard
- Avianna Mynhier : Boy Lizard
- Jonathan Chase : Brian Bender
- Jim Mahoney : Joey
- Alec Mapa : Jack
- Arnie Pantoja : Mark
- Winston Story : Trent
- Jace Norman (VFB : Gauthier de Fauconval) : Henry Hart / Kid Danger

### Autres personnages deHenry Danger
- Frankie Grande : Frankini
- Zoran Korach : Goomer
- Ryan Grassmeyer (VFB : Sébastien Hébrant) : Jeff
- Mike Ostroski (VFB : Simon Duprez) : Dr Miniak
- Ben Giroux (VFB : Sébastien Hébrant) : Bambin
- Joey Richter : Bouffon du Temps
- Timothy Brennen (VFB : Philippe Allard) : l'adjoint au maire Willard

## Production

### Développement
Le 19 février 2020, il a été annoncé que le spin-off d’Henry Danger sera diffusée en première le 28 mars 2020. La série dérivée verra le retour de Cooper Barnes en tant que Ray / Captain Man et Michael D. Cohen en tant que Schwoz. Elle a reçu une commande de treize épisodes mais finit par en avoir 26.
Christopher J. Nowak est le créateur la série et il est producteur exécutif. Cooper Barnes et Jace Norman servent de producteurs pour la série. Omar Camacho est producteur exécutif.
Le spin-off de la série de Dan Schneider : Henry Danger, n'est pourtant pas écrit par ce dernier. Le scénario est écrit par des personnes différentes à chaque fois.
Le 18 mars 2021, Nickelodeon renouvelle la série pour une deuxième saison qui comportera 26 nouveaux épisodes,.
Le 25 août 2022, la série a été renouvelée pour une troisième saison qui comportera treize épisodes qui est diffusée entre le 20 avril 2023 et le 21 février 2024.
Le 13 février 2024, Tommy Walker a annoncé sur son compte Instagram que la série se terminait après trois saisons.

### Attribution des rôles
La série dérivée verra le retour de Cooper Barnes en tant que Ray / Captain Man et Michael D. Cohen en tant que Schwoz. De plus, Havan Flores en tant que Chapa, Terrence Little Gardenhigh en tant que Miles, Dana Heath en tant que Mika et Luca Luhan en tant que Bose devraient également jouer dans la série.

### Fiche technique
Sauf indication contraire, les informations mentionnées dans cette section peuvent être confirmées par la base de données cinématographiques IMDb,  présente dans la section « Liens externes ».
- Titre : Danger Force
- Création : Christopher J. Nowak
- Réalisation : Mike Caron, Adam Weissman, Evelyn Belasco
- Scénario : Christopher J. Nowak, Jake Farrow, Samantha Martin
- Musique :
  - Compositeur(s) : Zack Hexum, Niki Hexum
  - Compositeur(s) de musique thématique : Zack Hexum, Niki Hexum, Samantha Martin
  - Thème d'ouverture : Danger Force Theme
- Production :
  - Producteur(s) : Jace Norman, Andrew Hirsch, Andrew Thomas, Jessica Poter, Jimmy Brooks
  - Producteur(s) exécutive(s) : Christopher J. Nowak, Jake Farrow, Cooper Barnes
- Société(s) de production : Nickelodeon Productions
- Pays d'origine :  États-Unis
- Langue d'origine : Anglais
- Durée : 23 minutes
- Format :
  - Format image : 720p (HDTV)
  - Format audio : 5.1 surround sound
- Diffusion :  États-Unis
- Public : Tout public

## Épisodes
| Saison | Saison | Épisodes | États-Unis      | États-Unis      |
| Saison | Saison | Épisodes | Début de saison | Fin de saison   |
| ------ | ------ | -------- | --------------- | --------------- |
|        | 1      | 26       | 28 mars 2020    | 17 juillet 2021 |
|        | 2      | 26       | 23 octobre 2021 | 7 juillet 2022  |
|        | 3      | 13       | 20 avril 2023   | 21 février 2024 |

### Saison 1 (2020-2021)
| No   | Titre français                                                                  | Titre original                                                  | Première diffusion               | Code prod. |
| ---- | ------------------------------------------------------------------------------- | --------------------------------------------------------------- | -------------------------------- | ---------- |
| 1    | Le réveil de la Danger force                                                    | The Danger Force Awakens                                        | 28 mars 2020                     | 101        |
| 2    | Dites mon nom                                                                   | Say My Name                                                     | 4 avril 2020                     | 103        |
| 3    | Ray contre Roy                                                                  | Ray Goes Cray                                                   | 11 avril 2020                    | 102        |
| 4    | La Soirée des méchants                                                          | Villains' Night                                                 | 18 avril 2020                    | 104        |
| 5    | Jeux de mimes                                                                   | Mime Games                                                      | 25 avril 2020                    | 105        |
| 6    | La Quarantaine                                                                  | Quaran-Kini                                                     | 9 mai 2020                       | 107        |
| 7    | Le coup de foudre de Chapa                                                      | Chapa’s Crush                                                   | 1er août 2020                    | 106        |
| 8    | Retour à la case Perchoir                                                       | Return of the Kid                                               | 7 novembre 2020                  | 109        |
| 9    | Mika s'en mêle                                                                  | Mika in the Middle                                              | 14 novembre 2020                 | 108        |
| 1011 | La Guerre des Milles Farces : 1re partieLa Guerre des Milles Farces : 2e partie | The Thousand Pranks War: Part IThe Thousand Pranks War: Part II | 21 novembre 202028 novembre 2020 | 110111     |
| 1213 | La chute du Père Noël : 1re partieLa chute du Père Noël : 2e partie             | Down Goes Santa: Part IDown Goes Santa: Part II                 | 12 décembre 202018 décembre 2020 | 112113     |
| 14   | Jeux vidéo                                                                      | Vidja Games                                                     | 23 janvier 2021                  | 114        |
| 15   | Amis à l'épreuve                                                                | Test Friends                                                    | 30 janvier 2021                  | 115        |
| 16   | Lil Dynamite                                                                    | Lil' Dynomite                                                   | 6 février 2021                   | 116        |
| 17   | Monsty                                                                          | Monsty                                                          | 20 février 2021                  | 118        |
| 18   | Duel de jumeaux                                                                 | Twin in To Win It                                               | 27 février 2021                  | 117        |
| 19   | Chat radioactif                                                                 | Radioactive Cat                                                 | 6 mars 2021                      | 119        |
| 20   | Les visions de Miles                                                            | Miles Has Visions                                               | 13 mars 2021                     | 120        |
| 21   | Le retour de Monsieur Man                                                       | Captain Man Strikes Out                                         | 12 juin 2021                     | 122        |
| 22   | Captain Virille                                                                 | Manlee Men                                                      | 19 juin 2021                     | 125        |
| 23   | La SWAG est hantée                                                              | SW.A.G is Haunted                                               | 26 juin 2021                     | 121        |
| 24   | Petits mensonges en famille                                                     | Family Lies                                                     | 3 juillet 2021                   | 123        |
| 25   | La Terre appelle Bose                                                           | Earth To Bose                                                   | 10 juillet 2021                  | 124        |
| 26   | Van de Cristal                                                                  | Drive Hard                                                      | 17 juillet 2021                  | 126        |

### Saison 2 (2021-2022)
| No   | #    | Titre français                                              | Titre original                                | Première diffusion             | Code prod. |
| ---- | ---- | ----------------------------------------------------------- | --------------------------------------------- | ------------------------------ | ---------- |
| 27   | 1    | Un imposteur parmi nous                                     | An Imposter Among Us                          | 23 octobre 2021                | 201        |
| 28   | 2    | Un danger parmi nous                                        | A Danger Among Us                             | 30 octobre 2021                | 202        |
| 29   | 3    | Un cyborg parmi nous                                        | A Cyborg Among Us                             | 6 novembre 2021                | 203        |
| 30   | 4    | Un Henry parmi nous                                         | A Henry Among Us                              | 13 novembre 2021               | 204        |
| 31   | 5    | Krampapalooza                                               | Krampapalooza                                 | 20 novembre 2021               | 207        |
| 32   | 6    | La comédie musicale de Mika                                 | Mika's Musical                                | 6 janvier 2022                 | 206        |
| 33   | 7    | Mec, Il Est Où Mon Man Buggy ?                              | Dude, Where's My Man Buggy?                   | 13 janvier 2022                | 205        |
| 3435 | 89   | Panne de Pouvoirs : 1re partiePanne de Pouvoirs : 2e partie | Power Problems: Part IPower Problems: Part II | 20 janvier 202227 janvier 2022 | 210211     |
| 36   | 10   | L'attaque des clones                                        | Attack of the Clones                          | 3 février 2022                 | 212        |
| 37   | 11   | Les tire-bouteilles                                         | Bottle Snatchers                              | 10 février 2022                | 208        |
| 38   | 12   | La fille qui criait "Danger Force"                          | The Girl Who Cried Danger                     | 17 février 2022                | 209        |
| 39   | 13   | Les milliards Bilsky                                        | Bilsky's Billions                             | 24 février 2022                | 213        |
| 40   | 14   | Jack le Coiffeur                                            | Jack the Clipper                              | 3 mars 2022                    | 214        |
| 41   | 15   | Les Héroscars                                               | The Supies                                    | 9 avril 2022                   | 217        |
| 42   | 16   | Zoo extraterrestre                                          | Alien Zoo                                     | 28 avril 2022                  | 215        |
| 43   | 17   | Tout un cinéma !                                            | Let's Go to the Movies!                       | 5 mai 2022                     | 216        |
| 44   | 18   | L'attaque de Minyak                                         | Minyak Attack                                 | 12 mai 2022                    | 218        |
| 45   | 19   | Combats de rue                                              | Street Fightin                                | 19 mai 2022                    | 219        |
| 46   | 20   | Le téléphone de Chapa                                       | Chapa's Phone Home                            | 26 mai 2022                    | 220        |
| 47   | 21   | Adieu Tonton                                                | Uncle Hambone                                 | 9 juin 2022                    | 221        |
| 48   | 22   | Panique au collège                                          | New School Who Dis?                           | 16 juin 2022                   | 222        |
| 49   | 23   | Héros au long cours                                         | Class Action Heroes                           | 23 juin 2022                   | 223        |
| 50   | 24   | Le mariage de Trent                                         | Wedding of the Trentury                       | 30 juin 2022                   | 224        |
| 5152 | 2526 | La Force en dangerBas les masques                           | Unmasked: Part IUnmasked: Part II             | 7 juillet 2022                 | 225226     |

### Saison 3 (2023-2024)
| No   | #    | Titre français                                                                | Titre original                                                    | Diffusion originale        | Code prod. |
| ---- | ---- | ----------------------------------------------------------------------------- | ----------------------------------------------------------------- | -------------------------- | ---------- |
| 5354 | 12   | Le retour de la Force : 1re partieLe retour de la Force : 2e partie           | The Force Returns: Part IThe Force Returns: Part II               | 20 avril 202327 avril 2023 | 301302     |
| 55   | 3    | Big Dynamite                                                                  | Big Dynomite                                                      | 4 mai 2023                 | 303        |
| 56   | 4    | Les gardiens de la queue du cheval                                            | Guardians of the Ponytail                                         | 11 mai 2023                | 304        |
| 57   | 5    | Miles vend son âme                                                            | Miles Sells His Soul                                              | 18 mai 2023                | 305        |
| 58   | 6    | Le festival du SwellMelon                                                     | SwellMelonFest                                                    | 25 mai 2023                | 306        |
| 59   | 7    | Vous avez vu Schwoz ?                                                         | Hey, Where's Schwoz?                                              | 25 décembre 2023           | 307        |
| 60   | 8    | Débile Force                                                                  | Dumber Force                                                      | 24 janvier 2024            | 308        |
| 61   | 9    | N'ouvrez pas cette porte !                                                    | Don't Go In There!                                                | 31 janvier 2024            | 309        |
| 62   | 10   | L'anniversaire de Bose                                                        | Bose's Birthday Party                                             | 7 février 2024             | 310        |
| 63   | 11   | Ray-conciliation                                                              | Ray Forgives                                                      | 14 février 2024            | 311        |
| 6465 | 1213 | Il faut sauver Swellview ! : 1re partieIl faut sauver Swellview ! : 2e partie | The Battle for Swellview: Part IThe Battle for Swellview: Part II | 21 février 2024            | 312313     |

## Anecdotes
- L'intrigue de la série fait suite au cliffhanger de la série Henry Danger, dans laquelle quatre adolescents lambda obtiennent des super-pouvoirs à la suite de la bataille finale opposant le duo Captain Man-Kid Danger contre Drex. Étant donné que Henry déménage à Dystopie pour y combattre le crime avec ses amis, Charlotte et Jasper, Ray décide de prendre les quatre enfants comme ses futurs acolytes et les aider à maîtriser leurs nouveaux pouvoirs Aux côtés de Shwoz.
- Cette présente quelques similitudes avec la série nickelodeon : Les Thunderman - Undercover.
  - Ce sont tous les deux des spin-offs de séries sur le thème des héros de comics.
  - Elles sont produites par d'anciens acteurs de leurs séries principaux, Kira Kosarin et Jack Griffo pour Les Thunderman -Undercover et Jace Norman dans le cas de Danger Force.
  - En plus d'être issue d'une série principale, elles ont toutes deux droit à un film servant de retour pour ses protagonistes.
  - Une partie de leur casting est ramenée pour jouer tandis qu'une autre est soit définitivement écartée soit ramenée pour un camée.